# Eurobus AG
Eurobus AG ist ein privates Busunternehmen in der Schweiz. Mit Standorten in Windisch als Hauptsitz, Arbon, Basel/Pratteln, Bern, Biel, Ruswil und Zürich/Bassersdorf betreibt das Unternehmen Buslogistik für Reisen, öffentlichen Verkehr und Schülertransporte.

## Geschichte und Konzernstruktur
Das Unternehmen wurde 1918 gegründet und ist seitdem im öffentlichen Personentransport aktiv. Seit den 2000er-Jahren wurden verschiedene Tochterunternehmen und Marken übernommen oder aufgebaut, darunter Rottal Auto AG, Rustexpress und Car Rouge. Eurobus ist Teil der Knecht Gruppe, die 1909 gegründet wurde.

## Fuhrpark
Die Flotte der Eurobus umfasst mehr als 300 Fahrzeuge, darunter Minibusse, Doppelstockbusse sowie Spezialfahrzeuge wie VIPLINER und Handicap-Busse.